# Канјон (Тексас)
Канјон (енгл. Canyon) град је у америчкој савезној држави Тексас. По попису становништва из 2010. у њему је живело 13.303 становника.

## Демографија
Према попису становништва из 2010. у граду је живело 13.303 становника, што је 428 (3,3%) становника више него 2000. године.
| Група             | 2000.          | 2010.          |
| Белци             | 10.837 (84,2%) | 10.488 (78,8%) |
| Афроамериканци    | 247 (1,9%)     | 313 (2,4%)     |
| Азијати           | 264 (2,1%)     | 233 (1,8%)     |
| Хиспаноамериканци | 1.382 (10,7%)  | 2.088 (15,7%)  |
| Укупно            | 12.875         | 13.303         |